# Exeretonevra tertia
Exeretonevra tertia är en tvåvingeart som beskrevs av Paramonov 1953. Exeretonevra tertia ingår i släktet Exeretonevra och familjen vedflugor. Inga underarter finns listade i Catalogue of Life.